# Lissonota roveba
Lissonota roveba är en stekelart som beskrevs av Ugalde och Ian D. Gauld 2002. Lissonota roveba ingår i släktet Lissonota och familjen brokparasitsteklar. Inga underarter finns listade i Catalogue of Life.